# Miles Edgeworth
Miles Edgeworth (御剣 怜侍?, Mitsurugi Reiji) è un personaggio della serie di videogiochi Ace Attorney. Appare per la prima volta nel videogioco Phoenix Wright: Ace Attorney. È inoltre il protagonista di Ace Attorney Investigations: Miles Edgeworth e di Ace Attorney Investigations 2: Prosecutor's Gambit.

## Biografia
Figlio dell'avvocato Gregory Edgeworth, Miles è stato compagno in quarta elementare di Phoenix Wright e di Larry Butz. A nove anni prende le parti di Phoenix, ingiustamente accusato dall'intera classe, insegnante compresa, di un piccolo furto (compiuto da Larry) ai danni dello stesso Edgeworth.
Miles tuttavia lascia la scuola dopo la morte del padre Gregory, assassinato all'interno dell'ascensore del tribunale. Con l'aiuto di una medium, Misty Fey, viene accusato Yanni Yogi, che si trovava nell'ascensore insieme a Gregory e Miles Edgeworth. Il legale di Yogi riesce a far cadere le accuse, convincendo il giudice che l'imputato ha subito un grave danno cerebrale per via della mancanza di ossigeno. Il caso verrà archiviato con il nome DL-6.
Il giovane Miles si mette sotto l'ala protettiva di Manfred von Karma, uno spietato procuratore da cui apprenderà i trucchi del mestiere.

## Casi

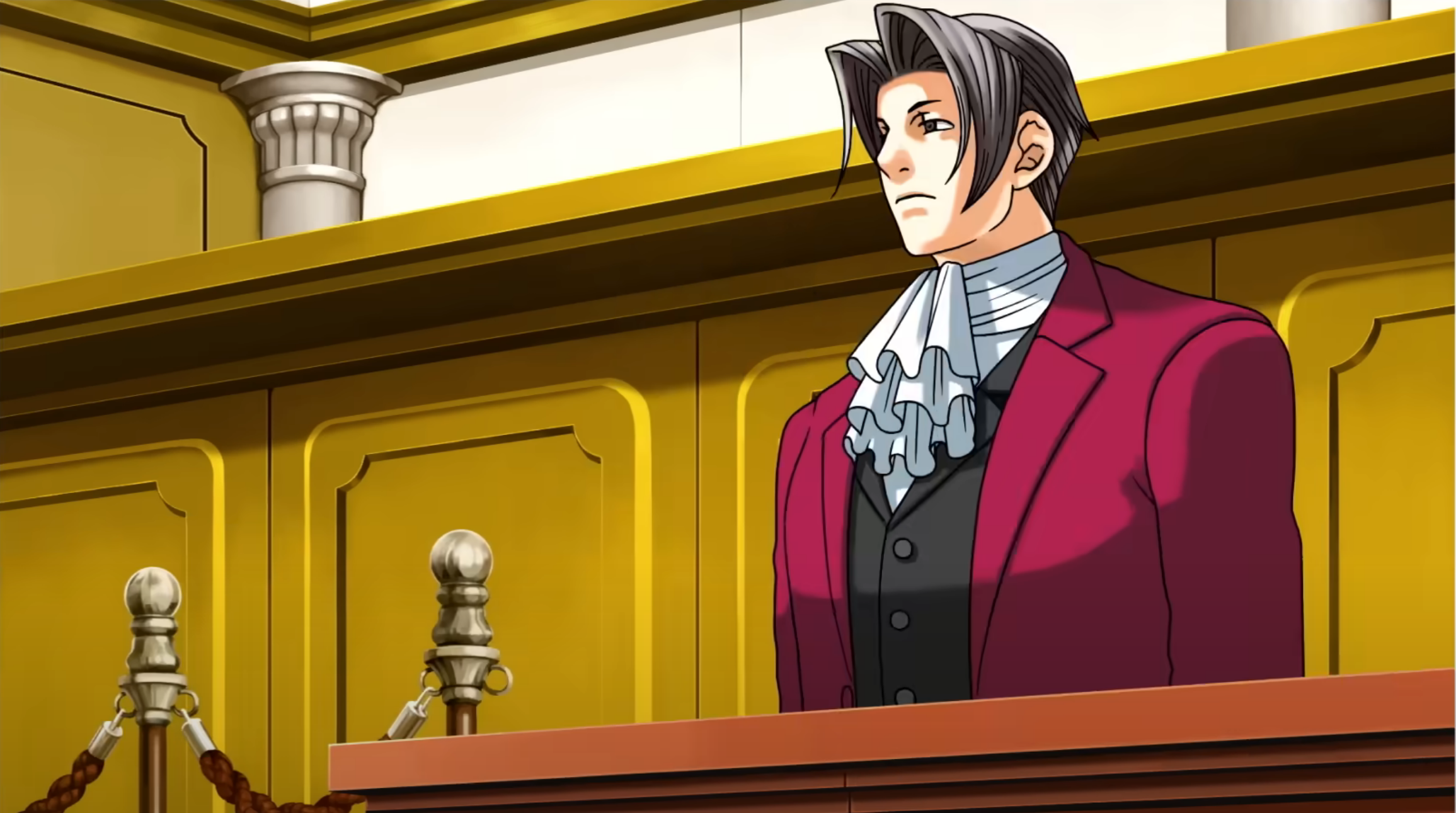
Miles Edgeworth in tribunale

Nel 2012 Edgeworth doveva iniziare il suo primo processo, ma esso venne cancellato dopo l'omicidio dell'imputato e del procuratore distrettuale, il quale Edgeworth doveva sostituire.
All'età di vent'anni Miles Edgeworth affronta il suo primo caso in cui accusa l'evaso Terry Fawles dell'omicidio del detective Valerie Hawthorne. Fawles viene difeso dallo studio legale di Marvin Grossberg ed in particolare da Diego Armando e da Mia Fey, che veste i panni di avvocato nel suo primo processo. Tuttavia durante l'udienza il cliente di Mia opterà per il suicidio, lasciando il caso aperto.
Miles incontrerà per la prima volta Phoenix Wright in un'aula di tribunale nel corso del processo riguardo alla morte di Mia Fey, capo e mentore di Wright. Inizialmente viene accusata Maya Fey, sorella minore della vittima, ma Phoenix difenderà la ragazza, riuscendo a sconfiggere l'imbattuto Edgeworth.
Dopo aver sconfitto nuovamente Miles nel corso di un processo, Phoenix Wright si trova a dover assumere le difese del procuratore Edgeworth, accusato da Manfred von Karma dell'omicidio di Robert Hammond, l'avvocato difensore di Yanni Yogi nel caso DL-6. Grazie all'aiuto di Maya, Wright riesce a far cadere le accuse rivolte nei confronti di Edgeworth, rivelando la vera identità dell'assassino del padre di Miles. Infatti von Karma viene condannato alla pena di morte per aver ucciso Gregory Edgeworth dopo essere stato sconfitto per la prima volta nel corso di un processo.
Per un certo periodo, Miles Edgeworth viene sostituito nel ruolo di procuratore da Franziska von Karma, figlia di Manfred. Franziska vuole raggiungere Miles Edgeworth, che tutti credevano morto. Ma Phoenix riesce a sconfiggerla in tribunale anche grazie all'aiuto provvidenziale di Edgeworth che indirizza correttamente le ricerche di Dick Gumshoe.
A causa di un incidente che impedisce a Franziska di presentarsi all'udienza di un processo, il cui imputato è cliente di Phoenix Wright, Miles si troverà di nuovo a fronteggiare l'avvocato. Anche in questo caso Wright riuscirà a far emergere la verità in tribunale, pur perdendo la causa, spingendo Edgeworth a tornare in America per studiare diritto internazionale.
Successivamente rivestirà per una volta anche il ruolo di avvocato dopo aver ricevuto una chiamata da Larry Butz. Miles prenderà temporaneamente possesso del distintivo e del Magatama di Phoenix per difendere sorella Iris.